# Ferenc Rózsa
Ferenc Rózsa (* 4. Dezember 1906 in Budapest; † 13. Juni 1942 ebenda) war ein ungarischer Politiker, Redakteur und Widerstandskämpfer gegen das Horthy-Regime.

## Leben
Rózsa wuchs in einer Angestelltenfamilie auf. Rózsa studierte Bauingenieurwesen. Während seines Studiums in Karlsruhe und Dresden (1924–1931) hatte er Kontakt zu sozialistischen Studentengruppen. In den Semesterferien arbeitete er als Straßenbauer und Bauarbeiter, um sein Studium zu finanzieren. Nach seinem Abschluss in Dresden kehrte Rózsa 1931 nach Ungarn zurück und wurde 1932 Mitglied der Kommunistischen Partei Ungarns (KPU; Kommunisták Magyarországi Pártja, KMP). Von 1932 bis 1935 war er Mitglied der Redaktion der Zeitung Kommunist, ab 1935 einer der führenden Persönlichkeiten im Kommunistischen Jugendverband Ungarns (Kommunista Ifjúmunkások Magyarországi Szövetsége, KIMSZ). 1940 wurde er Mitglied und Sekretär des ZK der KPU. Er war dort zuständig für die Volksfrontpolitik, das heißt für die Koordination des Widerstandskampfes gegen das Horthy-Regime mit weiteren nicht-kommunistischen Gruppen, vor allem den Sozialdemokraten und Gewerkschaften. Rózsa war der erste Redakteur des ab dem 1. Februar 1942 illegal erscheinenden Zentralorgans der KPU Szabad Nép (dt. „Freies Volk“). Er wurde am 1. Juni 1942 von Horthysten verhaftet. Er starb infolge der Verhöre.
Rózsa wurde im 1959 errichteten „Pantheon der Arbeiterbewegung“ auf dem Kerepeser Friedhof in Budapest beigesetzt.

## Ehrungen
- Rózsa ist Namensgeber zahlreicher Straßen und Plätze in Ungarn. Ein bekanntes Gymnasium in Békéscsaba trug bis 2008 seinen Namen.
- Nach Ferenc Rózsa war in der Ungarischen Volksrepublik ein Preis benannt, der seit 1959 jährlich am Tag der ungarischen Presse für besondere editorische oder journalistische Leistungen vergeben wurde.
- 1961 gab die Ungarische Post zu Ehren Rózsas eine Briefmarke heraus.
- 1966 wurde Rózsa im Budapester VII. Bezirk vom Bildhauer Sándor Mikus ein Denkmal errichtet.

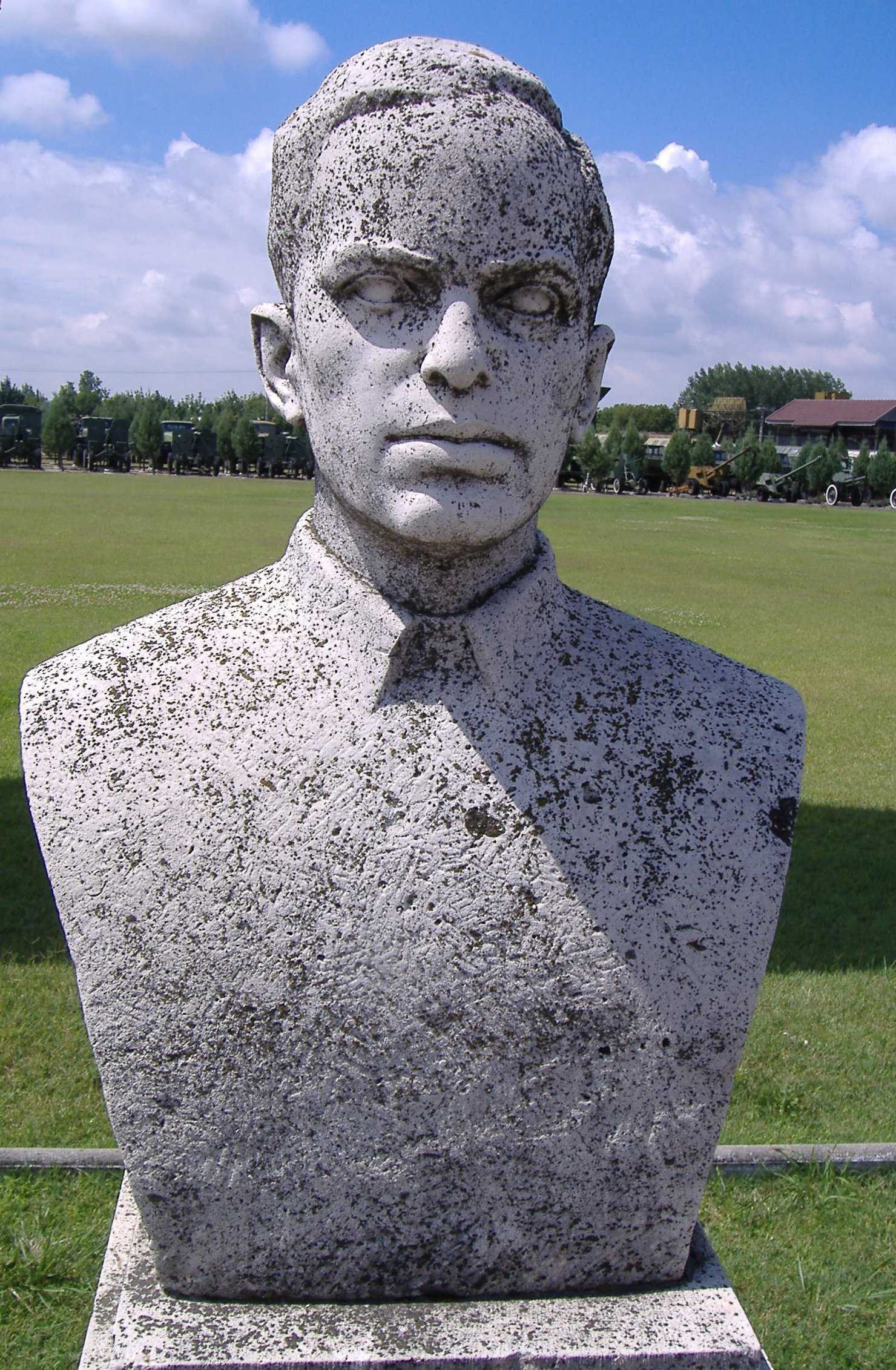
Ferenc-Rózsa-Denkmal in Kecel
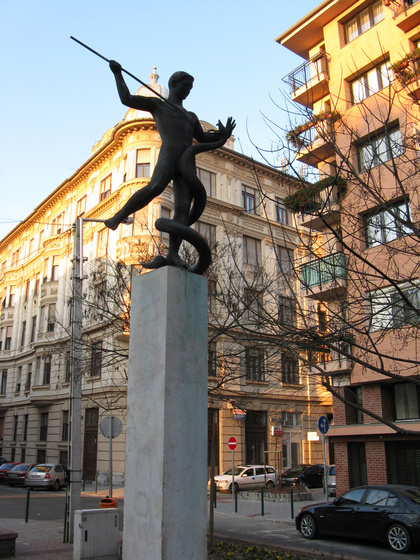
Ferenc-Rózsa-Denkmal in Budapest